# Киселёв, Фёдор Иванович (режиссёр)
Фёдор Ива́нович Киселёв (29 декабря 1905, Москва — 23 октября 1972, Москва) — советский режиссёр и сценарист документального кино. Заслуженный деятель искусств РСФСР (1968).

## Биография
Родился в крестьянской семье, начал работать когда ему исполнилось 13 лет. С 1919 года обучался на бесплатных Пречистенских рабочих курсах (в том же году были преобразованы в Вечерний рабочий факультет имени Н. И. Бухарина), которые окончил в 1924 году. Параллельно с 1921 по 1922 год был курсантом Главной военной школы физического образования.
С 1925 года обучался на кинокурсах Б. А. Чайковского, тогда же начал сниматься в массовках на Московских кинофабриках «Госкино» и «Госвоенкино», на фильме «Крест и маузер» (1925) исполнял также обязанности помощника режиссёра. С 1926 года работал монтажёром на кинофабрике «Культкино». C 1927 по 1928 год проходил службу в Красной армии.
С 1928 года — ассистент режиссёра и сценарист Московской фабрики «Совкино» (с 1930 года — Московская объединённая фабрика «Союзкино»), был участником Кинопоезда. С февраля 1932 года — режиссёр на Московской кинофабрике «Союзкинохроника» (Московская студия кинохроники c 1936 года и Центральная студия кинохроники — с 1940-го). В 1936—1939 годах также преподавал во ВГИКе. С приходом войны в ноябре 1941 года вместе со студией и частью коллектива был эвакуирован в Куйбышев.
С июня 1943 года был начальником фронтовых киногрупп Центрального и 1-го Белорусского фронтов. По окончании войны продолжил работать в документалистике — на ЦСДФ. В 1950 году более полугода провёл на Рижской студии художественных и хроникально-документальных фильмов. На протяжении многих лет был режиссёром многих выпусков документальной кинопериодики: «Иностранная кинохроника», «К событиям в Испании», «Новости дня», «Советский спорт», «Советское искусство», «Социалистическая деревня», «Союзкиножурнал».
Член ВКП(б) с 1942 года, член Союза кинематографистов СССР с 1957 года.
Похоронен в колумбарии на Новодевичьем кладбище.

## Фильмография
Режиссёр
- 1926 — О гражданине Звякине, некоторых происшествиях и детской игрушке (совместно с М. Яшиным и Э. Блюмом)
- 1929 — Хлебный фронт / Хлеб — фронту
- 1930 — Перевыборы Советов
- 1933 — Единый фронт / Театральная олимпиада
- 1933 — Стране Советов 16 лет
- 1934 — Имени Сталина
- 1934 — Командорские острова (совместно с М. Славинской)
- 1934 — Советское Заполярье
- 1935 — Чай Али Чахвадзе
- 1936 — Жёны
- 1936 — За изобилие
- 1936 — Молодость (совместно с Л. Степановой)
- 1936 — Юные таланты
- 1937 — XX лет Октября (в соавторстве)
- 1937 — Богатыри Родины (в соавторстве)
- 1937 — Великий праздник (совместно с В. Ерофеевым и А. Ованесовой)
- 1937 — Над Арктикой
- 1937 — Танкисты
- 1938 — Клавдия Сахарова / Депутат Верховного Совета СССР (1-го созыва) (совместно с И. Жуковым)
- 1938 — Первое Мая (в соавторстве)
- 1938 — Песня молодости (в соавторстве)
- 1938 — Повесть о завоёванном счастье (совместно с Я. Посельским, И. Венжер)
- 1938 — С трибуны 1-й сессии Верховного Совета СССР (1-го созыва) (в соавторстве)
- 1939 — XXII Октябрь
- 1939 — Грозная сила
- 1939 — Начальник дороги
- 1939 — Парад молодости (совместно с М. Слуцким)
- 1939 — Первая Конная
- 1939 — Первое Мая / Первомай (совместно с М. Слуцким)
- 1940 — На освобождённой земле
- 1940 — На Тихом океане
- 1940 — Наше кино
- 1940 — По Крыму
- 1941 — Страна голубой реки
- 1943 — Заем борьбы и победы
- 1943 — Урал куёт победу / Арсенал страны (совместно с В. Бойковым)
- 1944 — Кубок СССР по футболу
- 1944 — На подступах к Варшаве (фронтовой спецвыпуск № 7)
- 1945 — Кёнигсберг (фронтовой спецвыпуск № 6)
- 1946 — XXIX Октябрь (совместно с И. Сеткиной)
- 1946 — Земля родная (совместно с В. Беляевым)
- 1947 — 1 Мая 1947 г. (цв. и ч/б вариант; совместно с Л. Степанова)
- 1947 — Москва—столица СССР (совместно с Л. Степанова)
- 1948 — Выставка в Праге
- 1948 — Зимняя спартакиада народов РСФСР
- 1948 — Орденоносная Московская область
- 1950 — Советская Латвия
- 1950 — Советский Азербайджан (совместно с М. Дадашевым)
- 1952 — Волго-Дон
- 1952 — Открытие Волго-Донского судоходного канала имени Ленина
- 1953 — Голос народов мира (СССР — Австрия)
- 1953 — Дружественные встречи
- 1954 — 16 дней в Советском Союзе
- 1954 — Праздник великой дружбы (совместно с А. Слесаренко)
- 1955 — Всесоюзная художественная выставка
- 1955 — На Всемирной ассамблее мира
- 1955 — Чехословацкая выставка в Москве
- 1955 — Этого допустить нельзя
- 1956 — 100 лет Государственной Третьяковской галерее
- 1956 — Австрийская парламентская делегация в Советском Союзе
- 1956 — Правительственная делегация Германской Демократической Республики в Москве
- 1956 — Пребывание в СССР премьер-министра и министра иностранных дел Дании Х. К. Хансена
- 1956 — Румыно-советские переговоры в Москве
- 1956 — Чехословацкая выставка в Москве
- 1957 — Афганистан
- 1957 — Концерт лауреатов (победители художественных конкурсов Всесоюзного фестиваля молодёжи)
- 1957 — Король Афганистана Мохаммед Захир Шах в Советском Союзе
- 1958 — Выставка в Кабуле
- 1958 — Гости из Монголии в СССР
- 1958 — Под боевыми знамёнами (в соавторстве)
- 1958 — Президент Финляндии в СССР
- 1958 — Цвети, Афганистан
- 1959 — Большой концерт
- 1959 — Гости из дружественного Афганистана
- 1959 — День Пуштунистана в Кабуле в 1958 году
- 1959 — Шагай, семилетка (совместно с И. Посельским, К. Рушницкой)
- 1960 — Н. С. Хрущёв в Афганистане
- 1961 — Великая победа советского народа
- 1961 — Великое братство
- 1961 — Выше самых высоких гор
- 1961 — Дружба и сотрудничество
- 1961 — Матч столетия
- 1962 — Автографы на льду
- 1962 — Посланцы тоголезского народа
- 1962 — Три кубка
- 1962 — Шаги большой гимнастики
- 1963 — Визит в дружественную Финляндию
- 1963 — Посланцы героической Кубы в Ленинграде
- 1964 — Я — кинолюбитель
- 1965 — Королева коньков
- 1966 — Радуга над древней землёй (СССР — МНР; совместно с Ц. Зандрой)
- 1967 — Ветер века
- 1967 — Парламентарии Франции на советской земле
- 1967 — Этого вы не видели
- 1968 — Всемирный форум энергетиков
- 1968 — По долгу братства
- 1968 — Стой! Кто идёт?
- 1968 — Радушие афганской земли
- 1971 — Страна моя — Монголия (СССР — МНР; совместно с Ц. Зандрой)

Сценарист
- 1929 — Места ссылки Ильича (совместно с Г. Широковым)
- 1929 — Рапорт миллионам
- 1929 — Хлебный фронт / Хлеб — фронту
- 1930 — Звено энергетики
- 1932 — Слово большевика (в соавторстве)
- 1933 — «Красин» во льдах (совместно с Г. Донцом)
- 1933 — Стране Советов 16 лет
- 1934 — Имени Сталина
- 1934 — Советское Заполярье
- 1935 — Чай Али Чахвадзе
- 1936 — Юные таланты
- 1938 — Клавдия Сахарова / Депутат Верховного Совета СССР (1-го созыва)
- 1938 — Песня молодости
- 1939 — Начальник дороги
- 1939 — Парад молодости
- 1943 — Урал куёт победу / Арсенал страны (в соавторстве)
- 1946 — Земля родная (в соавторстве)
- 1947 — Москва—столица СССР (в соавторстве)
- 1950 — Советская Латвия (совместно с В. Калныньшем)
- 1952 — Волго-Дон (совместно с Е. Рябчиковым)
- 1957 — Афганистан
- 1961 — Выше самых высоких гор
- 1964 — Я — кинолюбитель (совместно с Н. Шпиковским)

Актёр
- 1925 — Крест и маузер / эпизод (нет в титрах)
- 1925 — Федькина правда / эпизод (нет в титрах)
- 1926 — Машинист Ухтомский / эпизод (нет в титрах)

## Награды и премии
- орден «Знак Почёта» (23 мая 1940)[4]
- медаль «За взятие Кёнигсберга» (1945)[3]
- медаль «За победу над Германией в Великой Отечественной войне 1941—1945 гг.» (1945)[7]
- медаль «В память 800-летия Москвы» (1948)[5]
- Сталинская премия второй степени (2 апреля 1948) — за фильм «Москва — столица СССР» (1947)[4]
- Сталинская премия второй степени (14 марта 1951) — за фильм «Советская Латвия» (1950)[4]
- заслуженный деятель искусств РСФСР (7 февраля 1968)[4]